# 第10回カンヌ国際映画祭
第10回カンヌ国際映画祭（だい10かいカンヌこくさいえいがさい）は1957年5月2日から17日にかけて開催された。

## 受賞結果
- パルム・ドール：『友情ある説得』（ウィリアム・ワイラー）
- 審査員特別賞：『地下水道』（アンジェイ・ワイダ）、『第七の封印』（イングマール・ベルイマン）
- 監督賞：ロベール・ブレッソン（『抵抗(レジスタンス) -死刑囚の手記より-』）
- 男優賞：ジョン・キッツミラー （『平和の谷』）
- 女優賞：ジュリエッタ・マシーナ （『カビリアの夜』）
- 記録映画賞：今村貞雄 （『白い山脈』）
- 国際カトリック映画事務局賞：『宿命』（ジュールス・ダッシン）、『カビリアの夜』（フェデリコ・フェリーニ）

## 審査員

### コンペティション部門
- 審査委員長
  - アンドレ・モーロワ （フランス/作家）
- 審査員
  - モーリス・レーマン (fr:Maurice Lehmann, フランス/監督・プロデューサー)
  - マイケル・パウエル (イギリス/監督)
  - ジョージ・スティーヴンス (アメリカ/監督)
  - ウラジミール・ボルシェク (Vladimír Vlček, チェコスロヴァキア/俳優)
  - ドロレス・デル・リオ (en:Dolores del Río, メキシコ/女優)
  - マルセル・パニョル (フランス/脚本家)
  - ジュール・ロマン (フランス/脚本家)
  - ジャン・コクトー (フランス/前衛芸術家)
  - モーリス・ジュヌヴォア (en:Maurice Genevoix, フランス/作家)
  - ジョルジュ・ユイスマン (フランス/歴史家)

## 上映作品

### コンペティション部門
| 題名 原題                                                                                             | 監督                                   | 製作国                  |
| --- | -------------------------------------- | ----------------------- |
| Betrogen bis zum jüngsten Tag (Duped Till Doomsday)                                                   | Kurt Jung-Alsen                        | 西ドイツ                |
| 宿命 Celui qui doit mourir                                                                            | ジュールズ・ダッシン                   | イタリア フランス       |
| 第七の封印 Det sjunde inseglet                                                                        | イングマール・ベルイマン               | スウェーデン            |
| 平和の谷 Dolina miru                                                                                  | フランツェ・シュティグリッツ           | ユーゴスラビア          |
| ドン・キホーテ Дон Кихот                                                                              | グリゴーリ・コージンツェフ             | ソビエト連邦            |
| Elokuu (The Harvest Month)                                                                            | マッティ・カッシラ                     | フィンランド            |
| Faustina                                                                                              | ホセ・ルイス・サエンツ・デ・エレディア | スペイン                |
| 友情ある説得 Friendly Persuasion                                                                      | ウィリアム・ワイラー                   | アメリカ合衆国          |
| パリの恋人 Funny Face                                                                                 | スタンリー・ドーネン                   | アメリカ合衆国          |
| Gotoma the Buddha                                                                                     | Rajbans Khanna                         | インド                  |
| 芽ばえ Guendalina                                                                                     | アルベルト・ラットゥアーダ             | イタリア                |
| High Tide at Noon                                                                                     | フィリップ・リーコック                 | イギリス                |
| Ila Ayn                                                                                               | Georges Nasser                         | レバノン                |
| 地下水道 Kanal                                                                                        | アンジェイ・ワイダ                     | ポーランド              |
| 米 | 今井正                                 | 日本                    |
| Két Vallomás (Two Confessions)                                                                        | マルトン・ケレチ                       | ハンガリー              |
| La 'Moara cu noroc' (The Mill of Good Luck)                                                           | Victor Iliu                            | ルーマニア              |
| 天使の家 La casa del ángel                                                                            | レオポルド・トーレ・ニルソン           | アルゼンチン            |
| カビリアの夜 Le notti di Cabiria                                                                      | フェデリコ・フェリーニ                 | イタリア                |
| Qivitoq                                                                                               | エリック・バーリン                     | デンマーク              |
| Rekava                                                                                                | レスター・ジェームズ・ピーリス         | セイロン                |
| 枯葉 Rose Bernd                                                                                       | ヴォルフガング・シュタウテ             | 西ドイツ                |
| Same Jakki (Lapland Calendar)                                                                         | Per Høst                               | ノルウェー              |
| 白い山脈                                                                                              | 今村貞雄                               | 日本                    |
| 若き皇后シシー Sissi - Die junge Kaiserin                                                             | エルンスト・マリシュカ                 | オーストリア · 西ドイツ |
| 女狙撃兵 マリュートカ Сорок первый                                                                    | グリゴーリ・チュフライ                 | ソビエト連邦            |
| 独身者のパーティ The Bachelor Party                                                                   | デルバート・マン                       | アメリカ合衆国          |
| 抵抗 (レジスタンス) - 死刑囚の手記より Un condamné à mort s'est échappé ou Le vent souffle où il veut | ロベール・ブレッソン                   | フランス                |
| 揚子江死の脱走 Yangtse Incident: The Story of H.M.S. Amethyst                                         | マイケル・アンダーソン                 | イギリス                |
| Земя (Zemya) (Earth)                                                                                  | Zahari Zhandov                         | ブルガリア              |
| Ztracenci (Lost Children)                                                                             | Milos Makovec                          | チェコスロバキア        |